# Louis Persinger
Louis Persinger (11 de febrero de 1887-31 de diciembre de 1966) fue un violinista, pianista y profesor de violín estadounidense. 

## Biografía
Persinger recibió sus primeras lecciones en Colorado y apareció en público a la edad de 12 años, antes de trasladarse a Europa para estudiar  Conservatorio de Leipzig, donde estudió violín con Hans Becker, piano con Carl Beving y dirección de orquesta con Arthur Nikisch. Completó su formación con Eugène Ysaÿe en Bruselas y estudió con Jacques Thibaud en Francia durante dos veranos. Arthur Nikisch lo describió como "uno de los alumnos más talentosos que jamás haya tenido el Conservatorio de Leipzig".
Se desempeñó como líder de la Orquesta Filarmónica de Berlín y de la Orquesta Real de la Ópera de Bruselas antes de ser nombrado líder y director asistente de la Orquesta Sinfónica de San Francisco en 1915 y suceder a Leopold Auer en la Escuela Juilliard de Nueva York en 1930.
Fue conocido como el maestro de los grandes violinistas Yehudi Menuhin, Ruggiero Ricci, Isaac Stern, Myriam Solovieff, Stephan Hero, Camilla Wicks, Almita Vamos, Fredell Lack, Guila Bustabo, Arnold Eidus, Donald Erickson, Zvi Zeitlin, Leonard Posner, Enrique. Danowicz y Louise Behrend .